# Delturus carinotus
Delturus carinotus är en fiskart som först beskrevs av La Monte, 1933.  Delturus carinotus ingår i släktet Delturus och familjen Loricariidae. Inga underarter finns listade i Catalogue of Life.